# Jacques Vallée
Pour les articles homonymes, voir Vallée (homonymie).
Ne doit pas être confondu avec Jacques Vallet.
 (février 2018).
Jacques Fabrice Vallée, né le 24 septembre 1939 à Pontoise dans le Val-d'Oise, est un informaticien, astrophysicien, ufologue et auteur français de science-fiction. Il vit dans la région de San Francisco.

## Biographie

### Jeunesse
Jacques Vallée est fils d'un magistrat.
Adolescent, à Pontoise, deux choses orientent sa vie : la vision d'un ovni dans le ciel de sa ville natale, « classique, argenté, réfléchissant le Soleil, avec une sorte de dôme transparent dessus » (observation qui sera confirmée par l'un de ses amis habitant la même ville) et la lecture, en 1958, d'un livre de l'ufologue français Aimé Michel, avec qui il entre en correspondance.

### Études universitaires
Jacques Vallée obtient une licence de mathématique à la Sorbonne et une maîtrise d'astrophysique à l'Université de Lille.

### Carrière professionnelle

#### En France
En 1961, il entame sa carrière professionnelle en tant qu'astronome à l'Observatoire de Paris.
À l'âge de 22 ans, il publie, sous le pseudonyme de Jérôme Sériel, son premier roman de science-fiction, Le Sub-espace, dans la collection d'anticipation « Le Rayon fantastique », codirigée par les éditions Gallimard et Hachette. Ce roman lui vaut le prix Jules-Verne.

#### Aux États-Unis
En 1962, Jacques Vallée quitte la France pour exercer l'astronomie à l'université du Texas (États-Unis), où il écrit, pour le compte de la NASA, le programme de calcul destiné à établir la première carte informatisée de la planète Mars dans le cadre du Programme Mariner.
Il étudie ensuite à l'université Northwestern, où il obtient un doctorat en informatique, puis travaille à l'Institute for the Future (en) où il  est nommé responsable de la recherche du système de téléconférence PLANET fonctionnant sur ARPANET. Il officie également au National Advisory Committee of the University of Michigan College of Engineering.
Il participe aux travaux du SRI (anciennement Stanford Research Institute) à Menlo Park, dans la Silicon Valley en Californie, notamment sur Arpanet (le réseau ancêtre d’Internet) et sur la vision à distance (remote viewing).

#### Le Système de classification de Vallée
Il découvre l'intelligence artificielle et rejoint le projet Blue Book, dans le cadre duquel il est chargé avec son épouse d'informatiser et de classer les documents.
S'intéressant de plus en plus aux ovnis, il propose, en 1966, un système de classification des observations d'ovnis, qui sera suivi d'un second en 1990.

#### Le Collège invisible

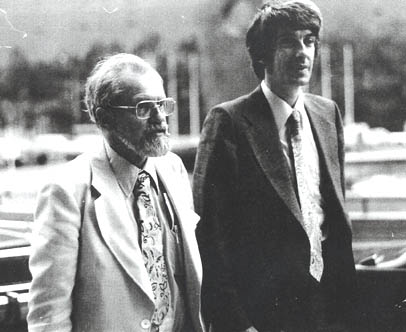
J. Allen Hynek et Jacques Vallée (à droite).

Il fonde avec son mentor, l'astronome américain J. Allen Hynek, le Collège invisible, un groupe informel d'ovniologues du monde entier qui s'interrogent sur les soucoupes volantes sans pour autant forcément y croire. En activité de 1960 à 1975, le Collège invisible se fondra ensuite dans le Center for UFO Studies (CUFOS), association fondée par Hynek.

#### De retour en France
Jacques Vallée revient en France en 1967 et écrit Passport to Magonia à Paris.
En 1975, il publie chez Albin Michel un livre préfacé par Aimé Michel et ayant pour titre le nom du Collège invisible.
La même année, il est aux côtés de Claude Poher pour présenter une synthèse des travaux statistiques de ce dernier, intitulée Basic patterns in UFO observations, au colloque annuel de l'American Institute for Astronautics and Aeronautics (AIAA), dans le cadre d'un symposium sur les ovnis organisé par l'astrophysicien Peter Sturrock.
En 1976, il fonde InfoMedia, première entreprise spécialisée dans la téléconférence et le logiciel de groupe.
Il est membre et conseiller de la Society for Scientific Exploration, fondée en 1982 dans le but de mener des études scientifiques sur des sujets conventionnels ou non conventionnels, sans restrictions ni a priori.

## Positions

### Quant aux cercles de culture
En 2010, paraît son hypothèse sur le phénomène des agroglyphes, lesquels seraient réalisés par des rayons à micro-ondes concentrés depuis un appareil militaire aérien.

### Quant à une origine extraterrestre des ovnis
Jacques Vallée a été l'un des opposants les plus acharnés de l'hypothèse extraterrestre (HET). Dans son article Five Arguments Against the Extraterrestrial Origin of Unidentified Flying objects, publié en 1989 dans la revue Journal of Scientific exploration, il avance, selon Vadym Valeriyovych Korpachev, les arguments suivants contredisant l'HET :
- le nombre de contacts, par son importance, dépasse, de loin, le nombre nécessaire à l'exploration de la Terre ;
- la forme humanoïde des prétendus extraterrestres ne risque guère d'apparaître sur une autre planète en plus d'être, sur le plan biologique, mal adaptée aux voyages spatiaux ;
- le comportement des extraterrestres contredit l'hypothèse de recherches scientifiques ou génétiques sur les humains menées par une race bien plus avancée que nous ;
- l'aptitude évidente des ovnis à manipuler temps et espace nous permet d'avancer des hypothèses foncièrement différentes et bien plus fructueuses ;
- l'observation du phénomène au cours de l'histoire de l'humanité indique que des ovnis ont été signalés à toutes les époques[1].

Toujours selon Vadym Valeriyovych Korpachev, Jacques Vallée voit dans le phénomène ufologique un système de « contrôle » ayant exercé et exerçant toujours une grande influence sur l'évolution de l'inconscient collectif et le développement culturel de notre espèce terrestre.
Longtemps sceptique sur l’hypothèse des visites extraterrestres, Jacques Vallée publie néanmoins, en 2021, avec la journaliste Paola Leopizzi Harris, Trinity: The Best-Kept Secret, une enquête sur un ovni qui se serait écrasé au Nouveau-Mexique près de White Sands le 16 août 1945, un mois après l'essai atomique Trinity.

## Dans la culture populaire
Le cinéaste Steven Spielberg fait de lui son modèle pour le personnage de Lacombe, l'ufologue français interprété par François Truffaut dans le film Rencontres du troisième type (1977),.

## Œuvres

### Nouvelles
- Dans la revue Fiction, plusieurs nouvelles de science-fiction :
  - Les Calmars d’Andromède, no 94, septembre 1961
  - L’Œil du Sgal, no 107, octobre 1962
  - Les Planètes d’Aval, no 110, janvier 1963
  - Le Satellite Artificiel, Fiction Spécial no 4, 1963
  - Le fabricant d’événements inéluctables, no 145, décembre 1965

### Romans
- (sous le nom de Jérôme Sériel) Le Sub-espace, Hachette, coll. « Le Rayon fantastique » no 82, 1961
- (sous le nom de Jérôme Sériel) Le Satellite sombre, Denoël, 1962
- Alintel : la première enquête du Professeur Lesage, Mercure de France, 1986
- La Mémoire de Markov : une enquête de Pierre Lesage, Mercure de France, 1986
- Stratagème, éd. de L'Archipel, 2006

### Essais

#### Sur les ovnis
- (en) Anatomy of a phenomenon : unidentified objects in space - A scientific appraisal, éd. Ace, 1965
- (avec Janine Vallée) Les phénomènes insolites de l'espace, La Table Ronde, 1966 - en anglais : Challenge to Science: The UFO Enigma, Regnery, Chicago, 1966
- Chroniques des apparitions extra-terrestres, du folklore aux soucoupes volantes, Denoël, 1972 et J'ai lu, no a308, coll. « L'Aventure mystérieuse ». Ouvrage également publié sous le titre Visa pour la Magonie, chez Robert Laffont, 1978 (traduit de Passport to Magonia, Henry Regnery, Chicago, 1969)
- (avec Fernand Lagarde), Mystérieuses Soucoupes Volantes, Aimé Michel et le groupement Lumières dans la Nuit, éd. Albatros, 1973
- En quête des humanoïdes (avec Aimé Michel, Charles Bowen (directeur de la Flying Saucer Review et auteur de l'ouvrage), Antonio Ribera, William T. Powers, Gordon Creighton, Coral Lorenzen, Dr W. Buhler, etc.), éd. J'ai Lu, coll. « L'Aventure mystérieuse », 1974
- (en) The Invisible College: What a Group of Scientists Has discovered About UFO Influences on the Human Race, E. P. Dutton, New York, 1975
- Le Collège invisible, préface d'Aimé Michel, Albin Michel, 1975 et J'ai lu, no a387, coll. « L'Aventure mystérieuse »
- (avec J. Allen Hynek) (en) The Edge of Reality: A Progress Report on Unidentified Flying Objects, Henry Regnery Co., Chicago, 1975
- (avec J. Allen Hynek), Aux limites de la réalité, Albin Michel, 1978, (traduction française de France-Marie Watkins)
- OVNI : la grande manipulation, éditions du Rocher, 1983
- (en) Dimensions: A Casebook of Alien Contact, Contemporary Books, 1988
- Autres dimensions : chronique des contacts avec un autre monde, Robert Laffont, 1989, et J'ai lu, no 3060, coll. « L'Aventure mystérieuse »
- Confrontations : un scientifique à la recherche du contact avec un autre monde, Robert Laffont, 1991, et J'ai lu, no 3381, coll. « L'Aventure mystérieuse »
- Révélations : contact avec un autre monde ou manipulation humaine ?, Robert Laffont, 1992
- (avec Martine Castello) (en) UFO chronicles of the Soviet Union : a cosmic samizdat, Ballantine, 1992
- Science interdite : journal 1957-1969 : un scientifique français aux frontières du paranormal, éd. O.P., 1997
- (es) Cartas de très herejes, éd. Corona Borealis, 1999 (correspondance d'Antonio Ribera, rédacteur en chef du magazine Planète espagnol, avec Jacques Vallée et Aimé Michel, des années 1960 aux années 1990)
- Ouvrage collectif sous la dir. d'E.J. Duits et E. Raulet, Paranormal entre mythes et réalités, Dervy, mai 2002 : Le phénomène Ovni - Métamorphose d'un mythe et émergence d'une réalité (débat avec Jacques Vallée).
- (avec Chris Aubeck) (en) Wonders in the Sky: Unexplained Aerial Objects from Antiquity to Modern Times, and Their Impact On Human Culture, History, and Beliefs, Tarcher paperback, octobre 2010
- Science interdite : Vol. 2 : Journal 1970-1979, California hermetica, éd. Aldane, 2013
- (en) Forbidden Science 3: On the Trail of Hidden Truths, The Journals of Jacques Vallee 1980-1989, Anomalist Books, 2017, 514 p.
- (avec Paola Leopizzi Harris) (en) TRINITY: The Best-Kept Secret, 2021 - traduction française : Trinity : le secret le mieux gardé, 2021

#### Divers
- Les enjeux du millénaire : capital-risque et innovation, Hachette Littérature, 1998
- Au cœur d'Internet : un pionnier français du réseau examine son histoire et s'interroge sur l'avenir, Balland, 2004

### Articles
- (en) Analysis of 8,260 Sightings, FSR, Vol. 14, No. 3 (May-June 1968), pp. 9-11
- (en) (avec Claude Poher), Basic Patterns in UFO observations, AIAA 13th Aerospace Sciences Meeting, Pasadena, Calif./ January 20-22, 1975, AIAApaper 75-42, 14 p.
- (en) Five Arguments Against the Extraterrestrial Origin of Unidentified Flying Objects, Eighth Annual Conference of the Society for Scientific Exploration, Boulder, Colorado, June 1989, Journal of Scientific Exploration, Vol. 4, No 1, pp. 105-117, 1990.
- (en) Jacques Vallée, Crop Circle : 'Signs' From Above or Human Artifact - Some personal speculations on a fractal theme, New Age, september 1991.